# Marton (Cheshire East)
Marton – wieś i civil parish w Anglii, w hrabstwie ceremonialnym Cheshire, w dystrykcie (unitary authority) Cheshire East. W 2011 roku civil parish liczyła 243 mieszkańców. Marton jest wspomniana w Domesday Book (1086) jako Meretone/Merutune.